# El Puertecito
El Puertecito är en ort i Mexiko.   Den ligger i kommunen Coroneo och delstaten Guanajuato, i den sydöstra delen av landet, 150 km nordväst om huvudstaden Mexico City. El Puertecito ligger 2 330 meter över havet och antalet invånare är 403.
Terrängen runt El Puertecito är kuperad. Runt El Puertecito är det ganska glesbefolkat, med 50 invånare per kvadratkilometer. Närmaste större samhälle är Coroneo, 5,3 km nordost om El Puertecito. I omgivningarna runt El Puertecito växer huvudsakligen savannskog.